# Національний університет «Львівська політехніка»
Націона́льний університе́т «Льві́вська політе́хніка» — університет технічного профілю зі статусом національного, заснований 1816 року у місті Львові. За оцінками Times Higher Education 2024, посідає перше місце в Україні як технічний заклад вищої освіти та друге серед всіх закладів вищої освіти після Сумського державного університету.
Університет є найбільшим навчальним закладом України за кількістю студентів та одним з найбільших за кількістю інститутів (підрозділів) та кафедр.
7 березня визначено Днем «Львівської політехніки».

## Історія

### Реальна школа
7 березня 1816 року у Львові відкрито Цісарсько-королівську реальну школу. Утримували навчальний заклад за кошти нововведеного місцевого промислового податку. В навчальних планах Реальної школи основну роль відвели предметам природничо-математичного циклу, кресленню, малюванню та вивченню мов. Реальна школа невдовзі стала визнаним науково-інтелектуальним та освітнім центром, осередком національної культури, свободи й демократичного розвою. Навчальний процес у навчальному закладі здійснювався на основі німецьких освітніх програм, які були пристосовані до місцевих вимог. Новостворена Реальна школа розмістилася в будинку під номером 20 на тодішній вулиці Пекарській (нині — вулиця Вірменська). Вступати до Реальної школи дозволялося випускникам, які закінчили 4-річну Нормальну школу.

### Від Школи технічних наук і торгівлі до Політехнічної школи
У 1825 році, згідно з декретом австрійського імператора Франца I, трикласну Реальну школу було реорганізовано в Цісарсько-королівську школу технічних наук і торгівлі. 1835 року заклад було перетворено в Цісарсько-королівську реально-торговельну академію. Тут у 1841 році відкрили технічний факультет.
У 1844 році, в будинку Даровського, що на теперішній вулиці Вірменській, 2, було відкрито Цісарсько-королівську технічну академію з технічним і торговельним відділами (факультетами) як реорганізовану Реально-торговельну-академію. Вона була однією з перших академічних технічних шкіл в Європі й першою в Україні. Технічна академія стала центром найкращих викладацьких технічних кадрів Галичини та молодечих амбіцій її студентів
Після проведеної в Австрійській монархії у 1863 році освітньої реформи, внаслідок чого освіту було поділено на вищу, середню й елементарну, Технічна академія у Львові, тільки за 14 років роботи, стала вищим навчальним закладом, отримавши в 1877 році статус «Hochschule», себто статус закладу вищої освіти.
У 1872 році австрійський уряд ухвалив рішення про зведення нового будинку для Технічної академії на місці колишніх садів графині Фредро поряд з вулицею Новий Світ (на теперішній вулиці Степана Бандери). 12 квітня цього ж року львівський магістрат затвердив дозвіл на спорудження будинку. Проєкт будівлі виконав архітектор Юліан Захаревич. Будівництво було завершено 1 жовтня 1877 року. Академія отримала назву Вищої технічної школи і її було включено до академічних шкіл Австро-Угорської імперії. 15 листопада 1877 року відбулося урочисте відкриття будівлі й інавгурація новообраного ректора — Юліана Захаревича. Новий навчальний рік під керівництвом нового ректора почали в новому корпусі академії. У 1894 році Вищу технічну школу було перейменовано у Цісарсько-королівську політехнічну школу.
Вже в перші роки XX століття постала необхідність розширення будинку. До північного фасаду у 1903—1905 роках добудували два ризаліти, де на кожному з трьох поверхів розмістили лекційні аудиторії.
Станом на 1907 рік національний склад студентів був наступний: поляків — 998 студентів (серед яких 6 греко-католиків); русинів (українців) — 69 студентів; чехів — 3 студенти; німців — 1 студент; росіян — 1 студент; французів — 1 студент; англійців — 1 студент; не визначеної національності (імовірно євреї) — 114 студентів; загалом навчалося 1188 студентів.
10 липня 1912 року лекцію у Політехнічній школі прочитала Марія Склодовська-Кюрі, відома польська та французька науковиця. Того ж дня вчена рада Політехніки вшанувала Марію званням почесного доктора технічних наук. Її ім'я увічнено на почесній таблиці докторів Honoris causa Львівської політехніки.
Під час Першої світової війни Політехнічна школа, як і інші вищі навчальні заклади Львова, не діяла. У її головному корпусі розмістився австрійський військовий шпиталь. Через відсутність у місті дров для опалення у цей час було спалено майже все дерев'яне обладнання аудиторій. Також постраждав внутрішній вистрій залів і музейні колекції.
У листопаді 1918 року під час польсько-української війни тут розмістився головний шпиталь польського війська у Львові.
Після завершення боїв були відновлені фасади корпусу та влаштовано центральне опалення будинку, також частково переплановано будинок та змінено функцію частини приміщень.

### Львівська політехніка як сучасний заклад вищої освіти
З 1921 року заклад став називатися Львівською політехнікою, а з 1939 року, після захоплення Львова радянською армією — Львівським політехнічним інститутом. Під час Другої світової війни в будинку розміщувався німецький військовий шпиталь.
За радянської доби існувало шість факультетів: енерго- та машинобудівний, електротехнічний, хіміко-технологічний, архітектурно-будівельний, шляхово-водний, сільськогосподарський та лісовий. Загалом функціонувало 79 кафедр, на яких працювало 395 викладачів. Навчальний заклад фінансували з державного бюджету Радянського Союзу; суттєво збільшилася кількість навчальних корпусів, побудовано сучасні гуртожитки.
Особливого розвитку університет набув у 1963—1971 роках за часів ректора Григорія Денисенка. Тоді на 21 факультеті та двох філіалах у Луцьку і Тернополі навчалося 27500 студентів. Навчальний процес у 1970-х роках у Львівському політехнічному інституті забезпечували 89 кафедр, на яких працювало 1589 професорів, доцентів і викладачів, а навчання студентів вели за 49 спеціальностями.

Головний корпус в 1954 році

У червні 1993, за рік до святкування свого 150-річчя, Львівський політехнічний інститут отримав найвищий — четвертий — рівень акредитації, статус університету і назву Державний університет «Львівська політехніка». У 2000 році «Львівська політехніка» отримала статус національного університету. У 2001 році Львівська політехніка реформувала свою структуру; факультети були перерозподілені та перетворені у 16 інститутів.
8 липня 2009 року Кабінет Міністрів України на своєму засіданні надав Національному університету «Львівська політехніка» статус самоврядного дослідницького національного вищого навчального закладу.
З часу заснування і донині Ректорами Львівської політехніки була ціла низка видатних науковців та освітян, серед яких — відомий архітектор Юліан Захаревич, автор проєкту головного корпусу університету. У 1879 році ректором уперше став українець — Юліан Медвецький. Першим демократично обраним ректором «Львівської політехніки» у сучасній незалежній Україні став Юрій Рудавський у 1991 році. З 2007 по 2025 рік університет «Львівська політехніка» очолював професор Юрій Бобало.

## Архітектура Львівської політехніки
Архітектура «Львівської політехніки» витримана в чотирьох стилях: неоренесанс, неокласицизм, модернізм та бруталізм.
Основне архітектурне тло розташоване на території між вулицями Степана Бандери, Митрополита Андрея, Професорською, Миколи Устияновича та площею Святого Юра. Західну частину (вздовж вулиць Митрополита Андрея та Старосольських) було забудовано сильно пізніше, ніж східну: вже за радянської доби.

### Головний корпус
Головний корпус «Львівської політехніки», споруджений 1877 року в стилі неоренесансу під орудою тодішнього ректора, професора Юліана Захаревича, став перлиною архітектури міста. Будівля є однією з головних архітектурних домінант на вулиці Степана Бандери.
Полотна в актовому залі головного корпусу символізують технічний прогрес. Всього в актовому залі є 11 написаних олією картин, які створені у 1880-х роках видатним польським художником Яном Матейком у малих композиційних ескізах. У великих розмірах вони написані майстрами краківської художньої школи під керівництвом автора.
Упродовж трьох століть свого розвитку університет є невіддільною складовою європейської технічної науки, уславився висококваліфікованими кадрами інженерів, конструкторів, вчених.

#### Фасад
Головний фасад із трьома тонкими ризалітами виконаний у строгих архітектурних формах неокласицизму. Центр його композиції утворює ризаліт потрактований у вигляді монументального неокласичного шестиколонного портика коринфського ордера висотою у два поверхи. Портик завершений високим аттиком зі скульптурною групою роботи Леонарда Марконі. Архітектор переосмислив стиль віденського історизму і додав у конструкцію будови елементи ренесансу і бароко. Алегоричні фігури групи символізують Інженерну науку, Архітектуру та Механіку — три основні факультети, що початково містилися у будинку. На аттику встановлений латинський напис «Litteris et Artibus» (присвята будинку, дослівно означає «Наукам і Мистецтвам»). На фризі антаблемента до 1919 р. був напис: «Franciscus Josephus, Austriae Imperator, A. D. 1877», («Франц Йосиф, Імператор Австрії, Року Божого 1877»).
Фасади будинку чітко поділені на горизонтальні яруси. Партер рустований, з півциркульними вікнами, відділений від решти карнизом. Прямокутні вікна 2–3 поверхів з профільованими обрамленнями та сандриками — трикутними на другому та лінійними на третьому поверсі.

#### Інтер'єр вестибюля та сходової клітки
На противагу строгим неокласицистичним формам фасадів будівлі, інтер'єр парадний, неоренесансний. Урочисте враження справляє широкий вестибюль, дзеркальне склепіння центральної частини якого підтримують два ряди подвійних колон тосканського ордера. Бічні частини вестибюля перекриті хрестовими склепіннями.
Зліва у ніші розміщений мармуровий бюст Юліана Захаревича — робота скульптора Юліуша Белтовського (1910 р.), встановлений у 1913 р. Навпроти встановлена у 1990-х рр. пам'ятна стела «Борцям за волю України», виконана скульпторами Богданом Поповичем, Федором Василенком та Олегом Лясковським. На бронзовій плиті стели вилиті імена випускників та викладачів «Львівської політехніки», які в роки німецької окупації та комуністичного режиму віддали життя в боротьбі за волю України: Микола Шлаг, Петро Франко, Катерина Зарицька, Андрій П'ясецький, Андрій Ластовецький, Олекса Гасин.
З вестибюля дев'ять сходинок ведуть вгору, у просторий передсінок, звідки є двері до коридорів, що ведуть до навчальних аудиторій на першому поверсі.

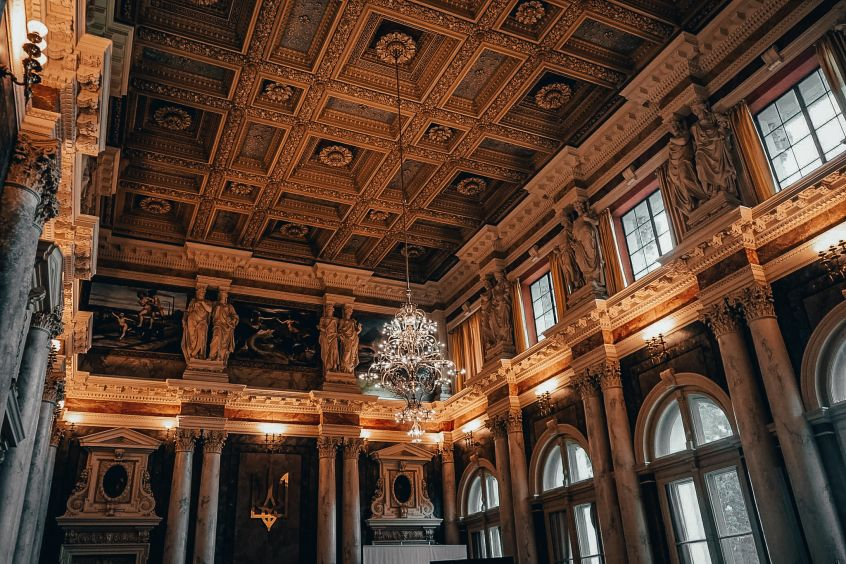
Актова зала

На другий поверх веде парадна сходова клітка з ліпними балюстрадами, прикрашеними декоративними металевими ліхтарями на п'єдесталах. Простір сходової клітки перекритий дзеркальним склепіннями з розпалубками, зі світловим ліхтарем у центрі. На другому поверсі сходи оточені по периметру аркадами, за якими — галереї, перекриті хрестовими склепіннями. Аркади — іонічного ордера, з боку сходової клітки їх антревольти арок декоровані алегоричними скульптурами з цементу та гідравлічного вапна, що персоніфікують мистецтво та науку. Автором цих скульптур, а також алегоричних фігур поряд із обома сходовими клітками на третій поверх був скульптор Еміль Шредль.
Поліхромні розписи склепінь сходової клітки та вестибюля виконали братами Маврицієм та Айзіґом Флеками за ескізами Юліана Захаревича.

#### Актова зала

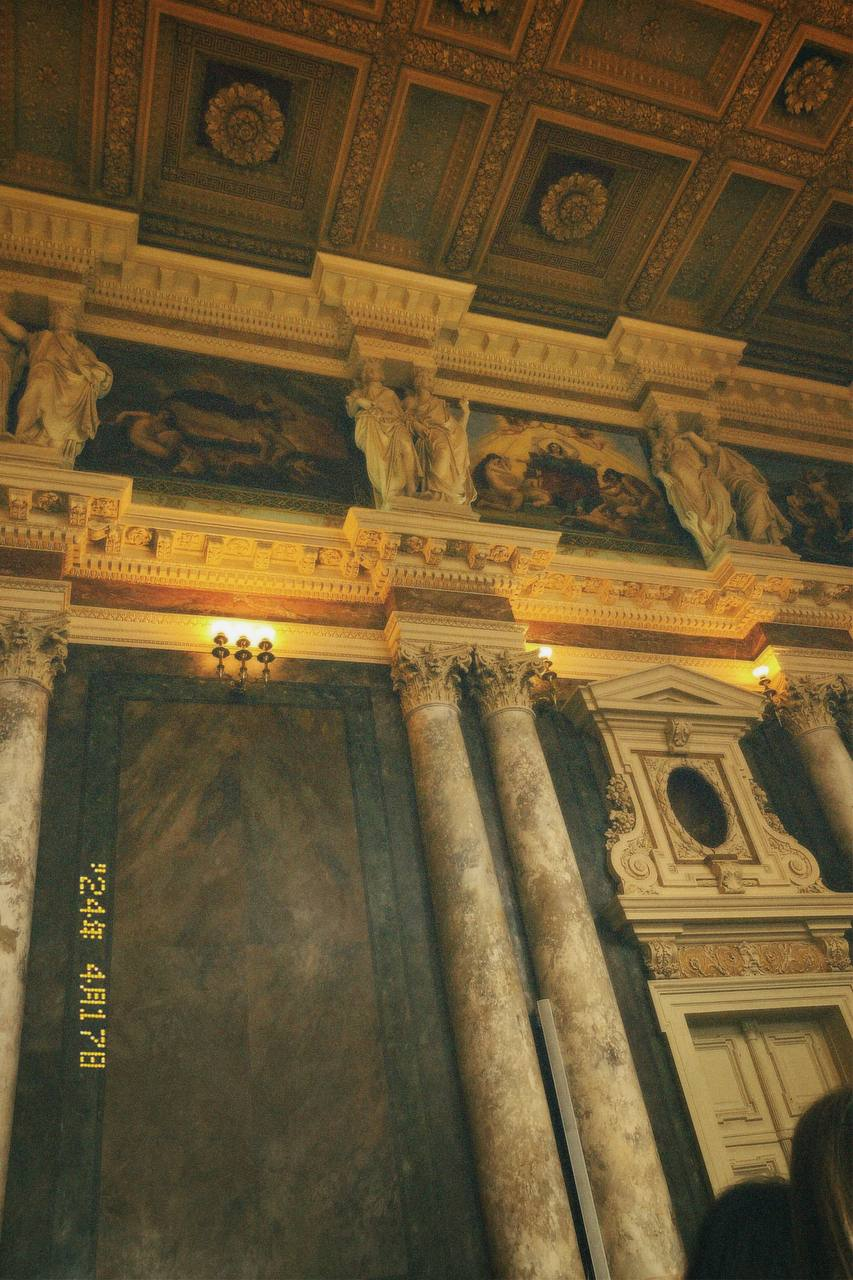
Актова зала

На другому поверсі, поряд зі сходовою кліткою, розміщена велика актова зала, яка вважається одним з найкрасивіших приміщень будівлі. Зала — у два світла, її стіни почленовані подвійними тричвертними колонами коринфського ордеру, що підтримують антаблемент із карнизом на модульйонах. Між колонами — дзеркала, розписані 1884 р. художником Іваном Долинським з імітацією мармуру. Над антаблементом спаровані каріатиди підтримують ще один антаблемент. Стеля пласка, декорована кесонами з позолоченою дерев'яною різьбою, розетами, майолікою. Одинадцять полів між каріатидами прикрашені картинами за ескізами Яна Матейка «Тріумф прогресу», що представляють цикл сцен розвитку людської цивілізації:
1. Створення людини.
2. Відповідальність людини за долю землі.
3. Боже натхнення.
4. Вади людства.
5. Примарний тріумф сатани.
6. Пресвята Богородиця втішає тих, хто приходить до неї.
7. Поезія, Музика, Історія.
8. Скульптура, Живопис та Архітектура.
9. Винахід залізниці та парової машини.
10. Винахід телеграфу.
11. Суецький канал.

Ескізи, виконані на картонах, зберігаються сьогодні у Львівській національній галереї мистецтв імені Бориса Возницького. Їх виготовив художник Ян Матейко на замовлення імператора Франца Йосифа I у манері властивій академізму XIX ст. Самі ж картини створені викладачами та учнями Краківської школи мистецтв, зокрема Юзефом Унєжицьким, Тадеушем Лісевичем, Володимиром Лускіною, Каспаром Желяховським, Олексієм Стражинським, Влодзімєжом Тетмаєром, Людвіком де Ляво, Вінцентієм Водзіновським та ін.
Дверні прорізи зали оформлені масивними декоративними десюдепортами, підлога вкрита паркетом.

## Організація і структура

### Керівництво університету
До складу керівництва університету входять:
- Ректор — доктор технічних наук, професор Шаховська Наталія Богданівна[14].
- Перший проректор — доктор технічних наук, професор Матвійків Олег Михайлович.
- Проректор з науково-педагогічної роботи та стратегічного розвитку — доктор економічних наук, доцент Жук Лілія Володимирівна.
- Проректор з наукової роботи — доктор технічних наук, професор Демидов Іван Васильович.
- Проректор з науково-педагогічної роботи та міжнародних зв'язків — доктор економічних наук, професор Чухрай Наталія Іванівна.
- Проректор з науково-педагогічної роботи та інформатизації — доктор технічних наук, професор Жежнич Павло Іванович.
- Проректор з науково-педагогічної роботи — кандидат технічних наук, доцент Давидчак Олег Романович.
- Проректор з науково-педагогічної роботи та соціального розвитку — доктор технічних наук, професор Корж Роман Орестович.
- Проректор з економічних питань — кандидат економічних наук, Лемішовський Василь Іванович.
- Проректор з навчально-виробничої роботи — доктор технічних наук, професор Крайовський Володимир Ярославович.
- Вчений секретар університету — кандидат технічних наук, доцент Брилинський Роман Богданович.

### Структура
До складу університету входять:
- 18 навчально-наукових інститутів;
- Інститут дистанційного навчання;
- 34 навчально-лабораторних корпуси;
- Науково-дослідна частина;
- Науково-технічна бібліотека;
- Студентська бібліотека;
- 11 коледжів;
- Академічна гімназія;
- Центр безоплатної правової та психологічної допомоги населенню;
- Народний дім «Просвіта»;
- Проєктно-конструкторське об'єднання «Політехніка»;
- Видавництво Львівської політехніки;
- Геодезичний полігон та астрономо-геодезична лабораторія;
- Студентське містечко (13 гуртожитків);
- 4 навчально-оздоровчі табори.

#### Науково-навчальні інститути
Науково-навчальні інститути з'явилися на базі перерозподілених факультетів у 2001 році. Інститути поділено на кафедри, кожен з інститутів відповідає за конкретну галузь наукової діяльності, має свій логотип та певну автономність від університету. Студентське самоврядування кожного з інститутів представлено колегією студентів та професійним бюро.
В університеті діють такі науково-навчальні інститути:
- Інститут адміністрування, державного управління та професійного розвитку (ІАДУ).
- Інститут архітектури та дизайну (ІАРД).
- Інститут будівництва та інженерних систем (ІБІС).
- Інститут геодезії (ІГДГ).
- Інститут гуманітарних та соціальних наук (ІГСН).
- Інститут економіки і менеджменту (ІНЕМ).
- Інститут енергетики та систем керування (ІЕСК).
- Інститут комп'ютерних наук та інформаційних технологій (ІКНІ).
- Інститут комп'ютерних технологій, автоматики та метрології (ІКТА).
- Інститут механічної інженерії та транспорту (ІМІТ).
- Інститут просторового планування та перспективних технологій (ІППТ).
- Інститут права, психології та інноваційної освіти (ІППО).
- Інститут прикладної математики та фундаментальних наук (ІМФН).
- Інститут сталого розвитку ім. В. Чорновола (ІСТР).
- Інститут телекомунікацій, радіоелектроніки та електронної техніки (ІТРЕ).
- Інститут хімії та хімічних технологій (ІХХТ).
- Інститут адміністрування та післядипломної освіти (ІАПО).
- Міжнародний інститут освіти, культури та зв'язків з діаспорою (МІОК).

Рішенням Кабінету Міністрів України від 2 квітня 2024 року до Національного університету «Львівська політехніка» приєднано Українську академію друкарства. Про це рішення повідомив міністр освіти та науки України Оксен Лісовий. Зі слів Лісового, у політехніці сформують окремий факультет з назвою — УАД, де продовжать освітню і наукову діяльність академії. Натомість її непрофільні програми гармонізують зі схожими програмами, які є у Львівській політехніці. Студенти, які вже розпочали навчання в академії, продовжать його за обраними спеціальностями та освітніми програмами у політехніці зі збереженням всіх попередніх умов (форма фінансування, сума контракту/бюджетне місце).

#### Науково-технічна бібліотека

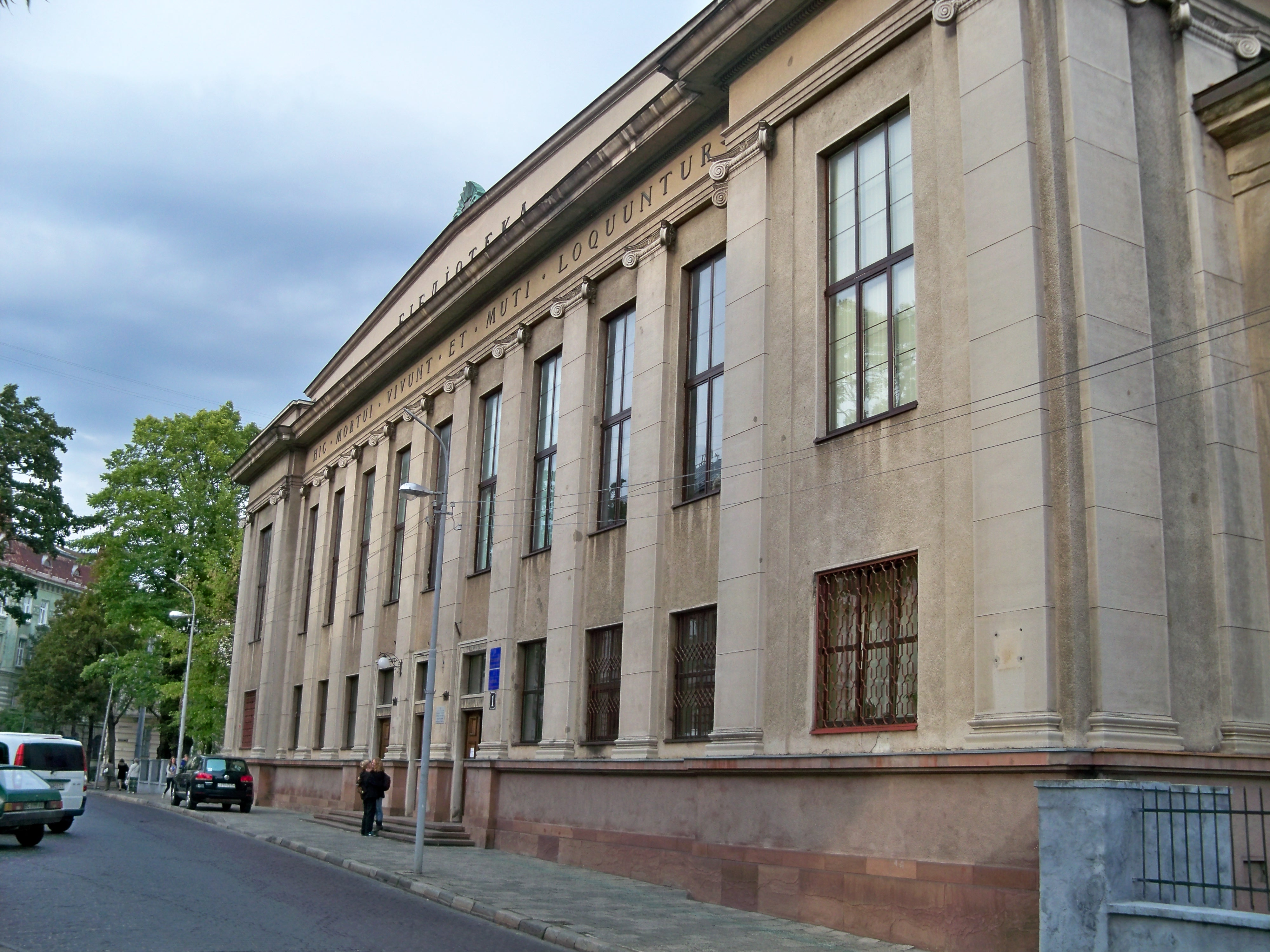
Науково-технічна бібліотека Львівської політехніки

Науково-технічна бібліотека Національного університету «Львівська політехніка» є однією з найбільших бібліотек вищих навчальних закладів України.
Бібліотека є структурним підрозділом університету і, виконуючи функції бібліотечно-бібліографічного, науково-інформаційного, навчально-допоміжного та культурно-просвітницького закладу, забезпечує навчальний процес, науково-педагогічну діяльність, науково-дослідну, виховну і культурно-просвітницьку роботу, з книгами, іншими носіями інформації, що складають фонд бібліотеки.
Книжково-журнальний фонд бібліотеки нараховує близько 1 млн 800 тис. примірників, більшу частину складає фонд наукової літератури. Фонди Науково-технічної бібліотеки поділяють на: основний книжково-журнальний фонд, який нараховує 1 млн 800 тис. примірників та резервно-обмінний фонд, який складається з дублетних примірників малоактуальних видань, що за своєю тематикою не відповідають профілю навчальної та наукової роботи університету та призначаються для обміну з іншими бібліотеками (7,5 тис. примірників).
Бібліотека надає основні бібліотечно-інформаційні послуги науковим і науково-педагогічним працівникам, студентам, аспірантам, іншим працівникам структурних підрозділів Львівської політехніки. У бібліотеці діє єдиний читацький квиток.

#### Студентська бібліотека та студентський простір
В університеті діє студентська бібліотека, розташована у XXVIII навчальному корпусі. Студентська бібліотека спеціалізується на задоволенні потреб студентів у навчальному процесі. Її відмінність від науково-технічної бібліотеки полягає у фокусі на конкретних предметах, що вивчаються студентами. Бібліотека комплектується літературою, рекомендованою викладачами для конкретних курсів, дисциплін та спеціальностей. Вона пропонує широкий спектр форматів літератури, окрім підручників: наукові статті, монографії, періодичні видання, методичні посібники тощо.
Для доступу до студентської бібліотеки потрібна лише наявність студентського квитка — у фізичному або електронному форматі (у сервісі «Дія»).

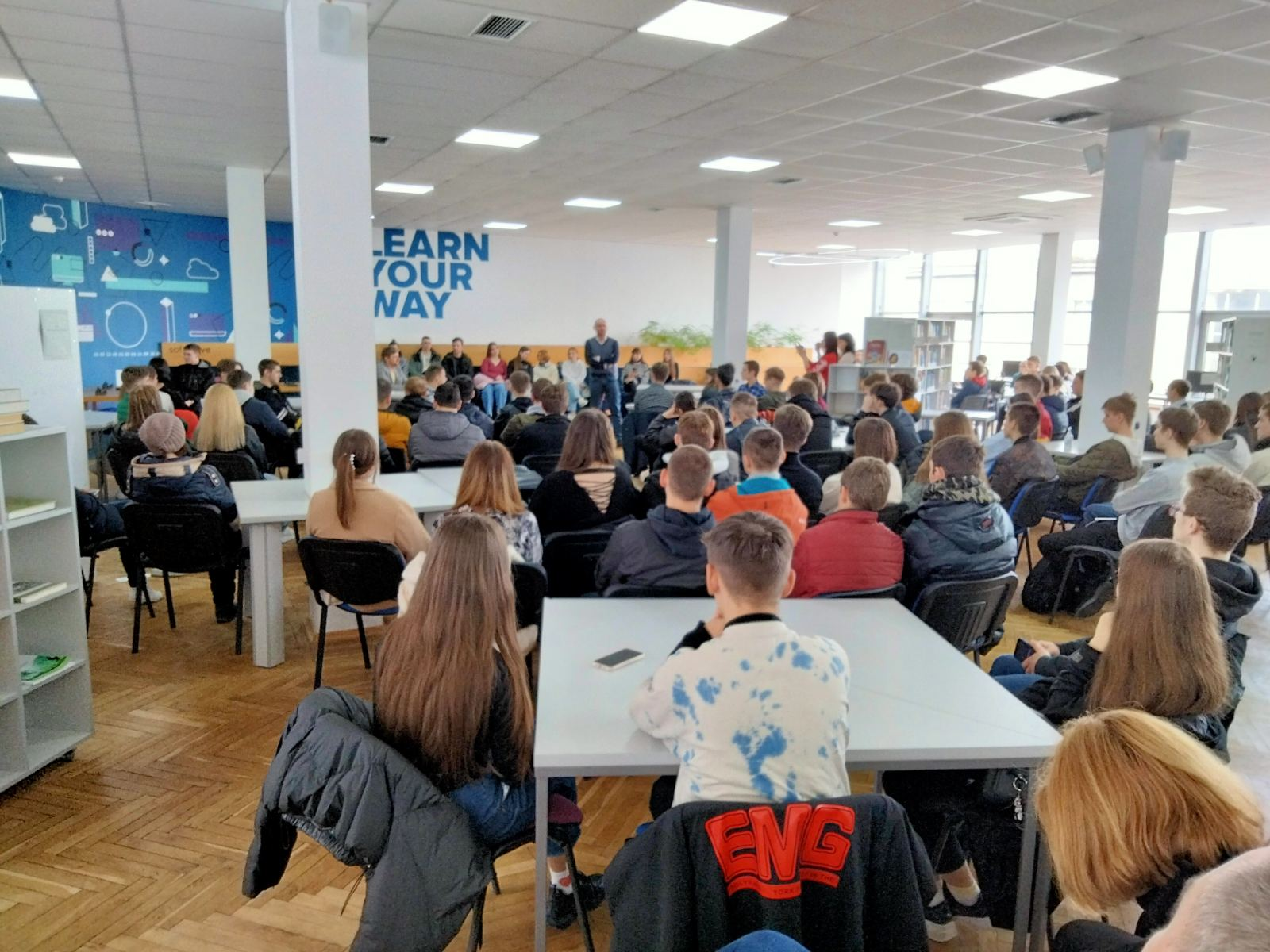
Зустріч студентів у студентському просторі

У 2022 році у Львівській політехніці поверхом вище за студентську бібліотеку відкрили студентський простір «III поверх» із 20 тисячами книг та інноваційною системою самообслуговування. У ході реновації приміщення було виділено окремі зони для творчості, роботи та відпочинку, створено дві закриті кімнати для проведення подій, зроблено повний редизайн приміщення, відремонтовано системи вентиляції, замінено електромережу, систему освітлення, пожежну сигналізацію, встановлено нові меблі. Для користування студентами до простору було передано 25 комп'ютерів, 5 ноутбуків, встановлено Wi-Fi мережу для комфортної роботи відвідувачів.

#### Коледжі
До структури університету входять 11 коледжів:
- Коледж телекомунікацій та комп'ютерних технологій;
- Хмельницький політехнічний коледж;
- Технологічний коледж;
- Технічний коледж;
- Техніко-економічний коледж;
- Львівський коледж «Інфокомунікації»;
- Львівський автомобільно-дорожній коледж;
- Коломийський політехнічний коледж;
- Золочівський коледж;
- Фаховий коледж інформаційних технологій;
- Львівський фаховий коледж транспортної інфраструктури.

#### Академічна гімназія
При університеті діє Львівська академічна гімназія, що має 7 кафедр: української мови і літератури та зарубіжної літератури; математики, інформатики та фізики; хімії та біології; фізичного виховання та допризовної підготовки юнаків; іноземних мов; історії та географії; естетичного виховання.

#### Видавництво Львівської політехніки
Видавництво «Львівська політехніка» — сучасний видавничо-поліграфічний комплекс. Від 1999 року — щорічний активний учасник Форуму видавців у Львові. Комплекс видає навчальну, наукову, довідкову, навчально-методичну літературу, забезпечує навчальний процес в університеті і підручниками, посібниками, монографіями, конспектами лекцій, довідниками, словниками, навчально-методичними матеріалами.

#### Студентське містечко
Студентське містечко Національного університету «Львівська політехніка» складається із 14 студентських гуртожитків та 2 гуртожитків, у яких мешкають викладачі та співробітники вишу.
Студентське містечко є житлово-побутовим комплексом, що об'єднує:
- гуртожитки для студентів, студентських сімей, аспірантів, слухачів підготовчих відділень, абітурієнтів і студентів інших підрозділів університету, де більш ніж 7 тис. студентів проживають, відпочивають;
- житлові будинки, що є на балансі університету.

Студентське містечко — окремий структурний підрозділ Національного університету «Львівська політехніка», який керується у своїй діяльності законодавством України, типовим положенням про студентський гуртожиток навчального закладу Міністерства освіти і науки України, Статутом Національного університету «Львівська політехніка» та Положенням про Студентське містечко Національного університету «Львівська політехніка».
У студентському містечку функціонує 3 спортивні майданчики, бібліотека, 3 спортивних зали, створено умови для обслуговування студентів (студентський магазин, перукарні).
Головна мета діяльності студентського містечка — задоволення потреб студентів, аспірантів, студентських сімей, слухачів підготовчих відділень у забезпеченні житлом, створенні для них належних умов для проживання, занять, відпочинку, розвиткові фізичної культури та проведення просвітницької та виховної роботи, а також:
- надання додаткових послуг: копіювально-множильних, у сфері харчування, медичного, бібліотечного, перукарського обслуговування, зв'язку, ремонту одягу, взуття, користування комп'ютерами та інших, використовуючи приміщення нежитлового фонду;
- зміцнення матеріально-технічної бази студентського містечка.

Вільні місця в гуртожитках користаються для створення кімнат для приїжджих чи поселення співробітників та інших осіб у встановленому положенням ладу.

### Tech StartUp School
На базі «Львівської політехніки» у діяльності бізнес-інноваційного центру започатковано Tech StartUp School, в межах якої організовано школу підприємців та інноваторів (стартап-школу), забезпечено умови для підготовки тренерів та менторів, створюються коворкінг, спеціалізовані лабораторії, організовано краудфандинговий майданчик, проводяться конкурси (бізнес-ідей та проєктів, міжнародний конкурс під брендом «Tech Challenge», конкурс зі створення мобільного додатку «Клікерс» тощо).

## Навчання
Станом на 2024 рік, у «Львівській політехніці» навчається близько 33500 студентів; університет є найбільшим в Україні за їхньою кількістю.
Підготовка здійснюється за 64 бакалаврськими спеціальностями (67 освітніми бакалаврськими програмами), 54 магістерськими спеціальностями (158 магістерськими програмами). В університеті готують докторів філософії за 54 освітньо-науковими програмами та докторів наук — за 38 спеціальностями.

### Інклюзивна освіта
Упродовж 2019 року у «Львівській політехніці» тривала імплементація інклюзивної освітньої політики задля дотримання загальнолюдських, національних, соціокультурних цінностей. Університет розвиває формування доступного освітнього середовища на засадах холістичного підходу до розуміння здоров'я особистості, з урахуванням архітектурної та соціальної доступності. Забезпечення архітектурної доступності передбачає відсутність архітектурних бар'єрів: облаштовано пандуси, працює гусеничний підіймач, триває розроблення «Архітектурного атласу доступності інфраструктури Львівської політехніки».
Формування соціальної доступності передбачає усунення соціальних бар'єрів — комунікативних, культурних, економічних, політичних тощо. Важливим інструментом забезпечення соціальної доступності є індивідуальний супровід осіб з інвалідністю та хронічними захворюваннями, що його реалізує Служба доступності до можливостей навчання «Без обмежень» — спеціальний підрозділ Міжнародного центру професійного партнерства «Інтеграція». Діяльність Служби доступності «Без обмежень» організовано з урахуванням кращих зразків світового досвіду в сфері соціальної інклюзії та інклюзивної освіти. Вагомим ресурсом створення доступного освітнього середовища у «Львівській політехніці» є сформована мережа партнерської взаємодії «Без обмежень». Основні учасники цієї мережі — провідні чужоземні та українські університети, а також інші партнерські організації. Чільні позиції у цій співпраці належать: Манітобському університету та Канадському центру досліджень інвалідності (Канада); Вюрцбурзькому університету Юліуса Максиміліана (Німеччина); Університету НОРД (Норвегія); Оушн Коледжу (США); Академії спеціальної педагогіки імені Марії Ґжеґожевської у місті Варшава (Польща) тощо. Активізації наукового пошуку на всіх рівнях співпраці сприяє створена онлайн-програма — Дослідницька платформа «Без обмежень».
Задля реагування на нагальні потреби громадян, зумовлені агресією Росії до України, у «Львівській політехніці»  створено Ветеранську службу для учасників бойових дій, їхніх сімей та внутрішньо переміщених осіб, у становленні якої враховано передовий світовий та вітчизняний досвід, зокрема, у реалізації університетом проєкту «Україна-Норвегія» «Перепідготовка і соціальна адаптація військовослужбовців та членів їхніх сімей в Україні». Цю діяльність підтримує Міністерство у справах ветеранів України.

## Наукова діяльність
На основі багаторічної теоретичної й експериментальної діяльності в університеті склалися відомі в Україні та за її межами наукові школи, що займають провідні позиції в Україні за типами науково-технічними напрямами та за структурою управління науковими дослідженнями.
Напрямки науково-технічної діяльності:
1. Наноматеріали і нанотехнології, нові матеріали і технології.
2. Енерго- та ресурсозберігаючі технології.
3. Фундаментальні дослідження з найважливіших проблем природничих, суспільних і гуманітарних наук.
4. Перспективні комп'ютерні системи, інформаційні технології та приладобудування й вимірювальна техніка.

В структурі управління наукові дослідження ведуть:
1. Науково-дослідна частина (НДЧ).
2. Науково-технічна рада.
3. Наукове товариство студентів, аспірантів, докторантів і молодих вчених.

Вся науково-технічна діяльність в системі університету є складовою частиною підготовки спеціалістів і здійснюється в рамках науково-дослідної частини (НДЧ) науковими колективами, окремими вченими за договорами, контрактами, державними замовленнями, програмами, проєктами.

### Основні наукові напрямки
1. Формування архітектурно-містобудівельними засобами середовища людського проживання.
2. Теоретичні та експериментальні дослідження будівельних конструкцій будівель, споруд і мостів, розроблення енерго- та ресурсоощадних технологій будівництва, прогресивних будівельних матеріалів та підвищення енергоефективності систем теплогазопостачання і раціонального водокористування.
3. Геоінформаційний моніторинг та оцінювання стану навколишнього середовища методами магнітометрії[22][23], геодезії, картографії, дистанційного зондування та кадастру.
4. Актуальні проблеми гуманітарних і суспільствознавчих наук.
5. Ресурсозберігаючі технології, природоохоронні заходи та засади оцінювання і використання реакраційно-туристичного потенціалу територій.
6. Проблеми економіки та управління інноваційним розвитком.
7. Ресурсозберігаючі технології та інтелектуальні системи керування в енергозабезпеченні об'єктів економічної діяльності.
8. Створення новітніх технологій, технічних систем та матеріалів у промисловості та транспорті, діагностика машин, конструкцій і споруд.
9. Перспективні комп'ютерні системи та інформаційні технології.
10. Розроблення теоретичних основ, технічних та програмних засобів, математичного забезпечення комп'ютерних, вимірювальних, керуючих систем та систем захисту інформації, їх метрологічне забезпечення та сертифікаційне випробування.
11. Правові, психологічні та інформаційні проблеми розвитку державності в Україні.
12. Розроблення математичних методів та фізико-механічних моделей і їх застосування до розв'язування прикладних задач.
13. Інфокомунікаційні радіоелектронні, електронні та оптоелектронні системи та пристрої, матеріали та компоненти.
14. Розроблення теоретичних основ та технологій процесів одержання нових органічних і неорганічних речовин та матеріалів різного призначення.
15. Діаспора та міграційні процеси в українському та світовому вимірах: політологічний, економічний, освітній, культурологічний аспект.

## Студентське життя

### Студентське самоврядування
Університет має широку та ліберальну програму студентського самоврядування. Головним представницьким органом студентів є Колегія студентів Національного університету «Львівська політехніка», інтереси профспілки представляє Первинна профспілкова організація студентів та аспірантів Національного університету «Львівська політехніка».
Голову Колегії студентів обирають студенти шляхом загальноуніверситетського голосування.
Кожен науково-навчальний інститут має власну колегію студентів та професійне бюро, які звітують на конференції студентів університету.

### Студентсько-культурна програма
Реалізація молодіжної політики Львівської політехніки здійснюється у навчально-наукових інститутах, а також Науково-технічної бібліотеки, Народного дому «Просвіта», Товариства «Просвіта», тижневика «Аудиторія», Музею історії Львівської політехніки, Спортивного клубу, Студентського клубу, Колегії студентів, Профкому студентів і аспірантів, Товариства «Молода Просвіта» та громадських організацій університету.
Важлива роль у реалізації молодіжної політики належать органам студентського самоврядування та студентській профспілковій організації. Студентське самоврядування університету є співзасновником Студентської ради Львова.
Колегія студентів, Профком студентів і аспірантів спільно з Радою молодих вчених щороку проводять міжнародний молодіжний форум науки «Litteris et Artibus», під час якого відбуваються 9 міжнародних конференцій студентів, аспірантів та молодих вчених.
Найяскравішою щорічною подією у житті університету, яку організовують Колегія студентів та Профком студентів і аспірантів, є традиційний фестиваль студентської художньої самодіяльності «Весна Політехніки». Заходи фестивалю, що тривають місяць, відвідують тисячі глядачів.
Восени студенти проводять фестиваль гумору «Осінь Політехніки», університетські збірні КВК різних років регулярно перемагають на обласних та регіональних чемпіонатах КВК.
Народний дім «Просвіта» у Національному університеті «Львівська політехніка» є гідним осередком мистецької діяльності серед молоді. У Народному домі працюють 13 колективів художньої самодіяльності, зокрема:
1. Народна хорова капела студентів «Гаудеамус»;
2. Народний театр-студія «Хочу»;
3. Народний чоловічий хор «Орфей»;
4. Народний камерний оркестр «Поліфонія»;
5. Народний ансамбль бандуристок «Заспів»;
6. Народний духовий оркестр «Політехнік»;
7. Народний ансамбль танцю «Вірність»[25];
8. Народний камерний вокальний ансамбль «Аколада»[25];
9. Народний симфонічний оркестр;
10. Ансамбль бального танцю «Грація»;
11. Ансамбль народної музики «Обрій»;
12. Ансамбль естрадної пісні «Сузір'я»;
13. Шоу-балет «Аверс».

За високий художньо-естетичний рівень виконавської майстерності, глибину змісту, інформування національно-культурних традицій в Україні та за кордоном 9-ти колективам присвоєно почесне звання «Народний». Колективи художньої самодіяльності часто беруть участь у міських заходах.
Студенти та викладачі успішно представляють університет на спортивних змаганнях Львівщини, всеукраїнських та міжнародних змаганнях, 11 студентів є кандидатами в збірні команди України.
У 2019 році збірні команди університету із 12 видів спорту успішно виступили на Всеукраїнській студентській універсіаді, зайнявши 2 місце серед університетів з кількістю студентів 10 тисяч і більше, а в загальному заліку серед 166 ЗВО зайняли 10 місце, пропустивши вперед переважно університети фізичної культури й університети з факультетами фізичного виховання.
Збірні команди «Львівської політехніки» за результатами участі в Універсіаді Львівщини-2019 серед ЗВО впевнено зайняли в загальному заліку 1 місце серед неспеціалізованих ЗВО. Крім того, у десяти видах спорту команди університету зайняли перші місця; у 14 — другі місця; в 10 — треті місця.

## Міжнародні зв'язки
Національний університет «Львівська політехніка» є членом Асоціації університетів Європи та Університетського Агентства Франкофонії.
В університеті діє Центр міжнародної освіти, діяльність якого зосереджена, зокрема, на укладанні міжнародних угод, допомозі в реалізації Програм академічної мобільності Erasmus+, поширенні культури та мистецтва Україні в Європі тощо. Також для полегшення вступу іноземних громадян та їхньої інклюзивності діє підготовче відділення для іноземних громадян та відділ по роботі з іноземними студентами.

## Рейтинги та репутація
«Львівська політехніка» традиційно посідає високі місця у національних та міжнародних рейтингах університетів.
Місце Львівської політехніки в міжнародних рейтингах університетів на 2024 рік:
| Рейтингове агентство         | Місце у світовому рейтингу | Місце у національному рейтингу |
| ---------------------------- | -------------------------- | ------------------------------ |
| Times Higher Education       | 601-800                    | 2                              |
| QS World University Rankings | 951-1000                   | 6                              |

Місце «Львівської політехніки» в національних рейтингах університетів на 2024 рік:
| Рейтингове агентство                  | Місце |
| ------------------------------------- | ----- |
| Академічний рейтинг «Топ-200 Україна» | 4     |
| Консолідований рейтинг вишів України  | 3-4   |

## Відомі особистості

### Ректори
- 1844—1848 — Флоріан Шиндлер
- 1851—1871 — Александер Райзінґер
- 1872—1874 — Фелікс Стшелецький
- 1874—1875 — Ян Непомуцен Франке
- 1875—1876 — Кароль Машковський
- 1876—1877 — Авґуст Фройнд
- 1877—1878 — Юліан Захарієвич
- 1878—1879 — Владислав Зайончковський
- 1879—1880 — Юліан Медвецький
- 1880—1881 — Ян Непомуцен Франке
- 1881—1882 — Юліан Захарієвич
- 1882—1883 — Авґуст Фройнд
- 1883—1884 — Юліуш Биковський
- 1884—1885 — Юліан Медвецький
- 1885—1886 — Владислав Зайончковський
- 1886—1887 — Богдан Мариняк
- 1887—1888 — Юліан Медвецький
- 1888—1889 — Густав Бізанц
- 1888—1889 — Домінік Зброжек
- 1889—1890 — Авґуст Фройнд
- 1890—1891 — Ян Непомуцен Франке
- 1891—1892 — Кароль Скібінський
- 1892—1893 — Юзеф Ріхтер
- 1893—1894 — Плацид Дзівінський
- 1894—1895 — Максиміліан Тульє
- 1895—1896 — Броніслав Павлевський
- 1896—1897 — Мечислав Лазарський
- 1897—1898 — Роман Гостковський
- 1898—1899 — Густав Бізанц
- 1899—1900 — Юзеф Ріхтер
- 1900—1901 — Стефан Нементовський
- 1901—1902 — Роман Дзеслевський
- 1902—1903 — Тадеуш Фідлер
- 1903—1904 — Станіслав Кемпінський
- 1904—1905 — Леон Сирочинський
- 1905—1906 — Северин Відт
- 1906−1907 — Едгар Ковач
- 1907—1908 — Віктор Синевський
- 1908—1909 — Стефан Нементовський
- 1909—1910 — Броніслав Павлевський
- 1910—1911 — Максиміліан Тульє
- 1911—1912 — Тадеуш Фідлер
- 1912—1913 — Едвін Гаусвальд
- 1913—1914 — Казимир Олеарський
- 1914—1915 — Максиміліан Титус Губер
- 1915—1916 — Станіслав Анчиц
- 1916—1917 — Тадей Обмінський
- 1917—1918 — Здзіслав Криговський
- 1918—1919 — Тадеуш Годлевський
- 1919—1920 — Максиміліан Матакевич
- 1920—1921 — Стефан Павлик
- 1921—1922 — Максиміліан Титус Губер
- 1922—1924 — Юліан Фабіянський
- 1924—1925 — Кароль Вонторек
- 1925—1925 — Ігнацій Мосцицький
- 1925—1926 — Ян Лопушанський
- 1926—1927 — Отто Надольський
- 1927—1928 — Юліан Токарський
- 1928—1929 — Казимир Зіпсер
- 1929—1930 — Каспер Вайґель
- 1930—1931 — Казимир Бартель
- 1931—1931 — Вітольд Мінкевич
- 1931—1932 — Габрієль Сокольницький
- 1932—1933 — Казимир Зіпсер
- 1933—1934 — Отто Надольський
- 1935—1936 — Отто Надольський
- 1936—1937 — Адольф Йошт
- 1937—1939 — Едвард Сухарда
- 1939—1939 — Антоній Верещинський
- 1939—1941 — Максим Садовський
- 1943—1944 — Теодор Бедефельд
- 1944—1944 — Володимир Бужинський
- 1944—1953 — Стефан Ямпольський
- 1953—1963 — Микола Максимович
- 1963—1971 — Григорій Денисенко
- 1971—1991 — Михайло Гаврилюк
- 1991—2007 — Юрій Рудавський
- 2007—2025 — Юрій Бобало
- 2025— до т.ч. — Наталія Шаховська

### Почесні професори
Див. Почесні професори Львівської політехніки

### Доктори Honoris Causa
Див. Почесні доктори Львівської політехніки

### Відомі випускники
Див. також: Категорія:Випускники Львівської політехніки
- Денис Шмигаль
- Дмитро Шимків
- Лілія Гриневич
- Олександр Шлапак
- Юрій Луценко
- Олексій Скрипник
- Андрій Садовий
- Микола Кміть
- Петро Писарчук
- Степан Кубів
- Марк Зархін
- Цахіагійн Елбегдорж
- Оксана Юринець

### Видатні науковці
Див. також: Категорія:Науковці Львівської політехніки
- Опанас Андрієвський — український державний і політичний діяч, юрист
- Стефан Банах — математик
- Каспер Вайґель — геодезист, фотограмметрист
- Ярослав Бакушевич — економіст
- Юзеф Бачевський — підприємець
- Яків Беркман — науковець-хімік, доктор хімічних наук, завідувач кафедри загальної та неорганічної хімії (1945—1967)
- Ігор Вишенчук — радянський вчений, фахівець у галузі приладів інформаційних систем
- Северин Відт — геодезист
- Остап Волощак — біолог
- Тихон Губенко — вчений в галузі електричних машин і електроприводу
- Максиміліан Губер — механік
- Аліція Дорабяльська —фізико-хімік, перша жінка — професор «Львівської політехніки».
- Казимир Бартель — польський математик і політик, неодноразовий прем'єр-міністр Польщі
- Роман Залозецький — український вчений, технолог, громадський і господарський діяч
- Юліан Захаревич — архітектор
- Констянтин Карандєєв — вчений в області електричних вимірювань та автоматичного контролю
- Еугеніуш Квятковський — хімік, польський віце-прем'єр і міністр промисловості
- Михайло Комаров
- Іван Левинський — український архітектор
- Володимир Макаєв — історик, доктор історичних наук
- Тимофій Мартинович — український фізик, фахівець у галузі механіки деформівного твердого тіла
- Юліан Медведський — український та польський вчений і педагог
- Андрій Моторний — геодезист
- Тадей Обмінський — український архітектор
- Дмитро Толопко — педагог, інженер-технолог, доктор хімічних наук
- Станіслав Улям — польський та американський математик
- Станіслав Фризе — польський електротехнік, один з творців основ загальної електротехніки
- Олександр Харкевич — фізик-кібернетик, учений у галузі електрозв'язку та електроакустики
- Бенціон Швецький — займався проєктуванням електронних цифрових вимірювальних приладів
- Микола Шульга — радянський фізико-хімік
- Олександр Юрженко — радянський фізико-хімік
- Тимофій Юрженко — радянський хімік
- Януш Вітвіцький — архітектор, історик, автор пластичної панорами Львова
- Юлій Бабей — фахівець у галузі металургії
- Ярослава Стецько — політична діячка

## Згадки в нумізматиці та філателії
До 165 років Національному університету «Львівська політехніка» випущено Національним банком України ювілейні монети номіналом 2 гривні та 5 гривень (срібна монета). Монети введено в обіг 28 травня 2010 року. Вони належить до серії «Вищі навчальні заклади України».

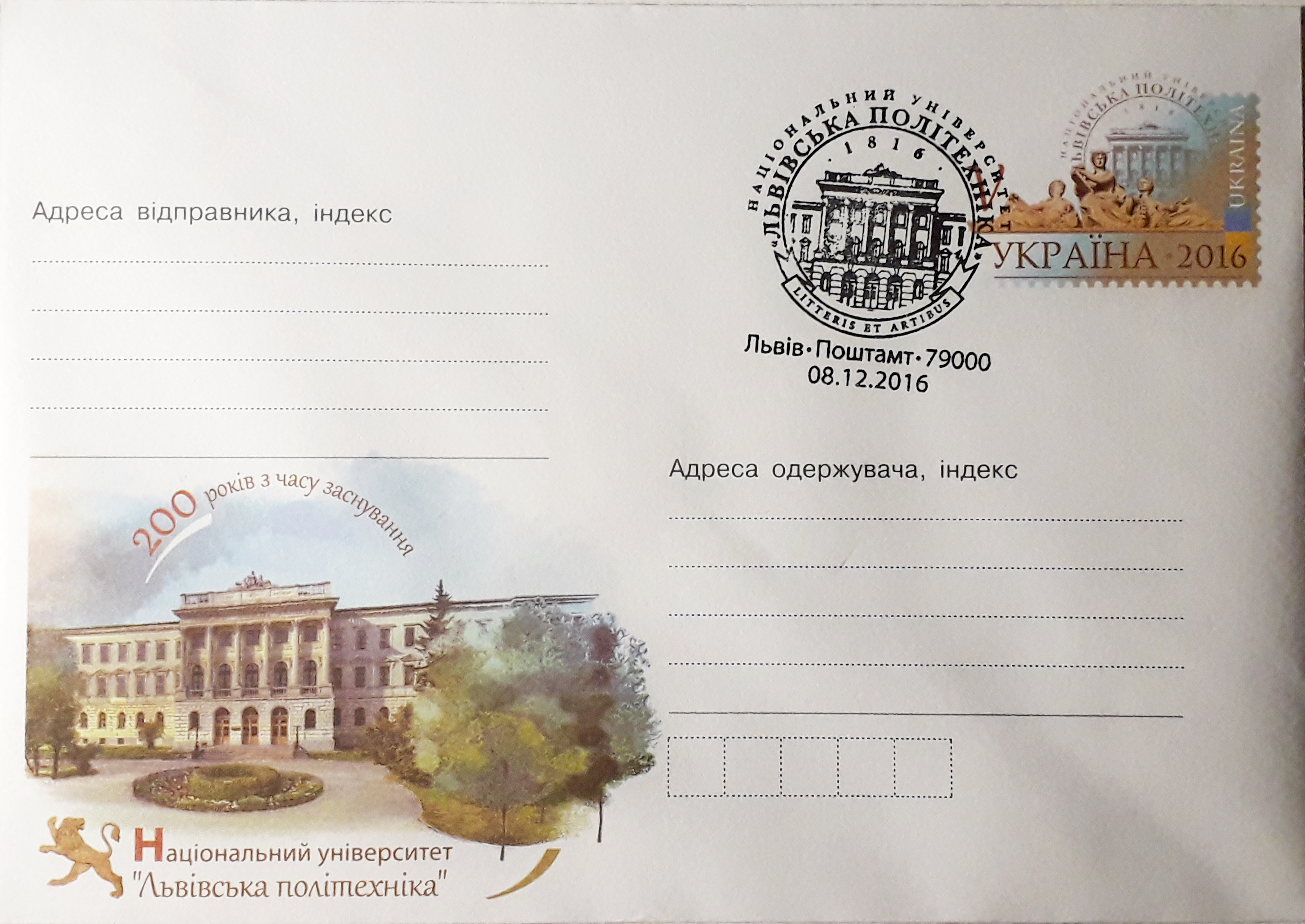
Спеціальний конверт до ювілею Львівської політехніки

|  |
|  |

|  |
|  |

|  |
|  |

До 200-літнього ювілею Національного університету «Львівська політехніка» Укрпошта випустила художньо-маркований конверт із зображенням вишу. 8 грудня 2016 року, в Актовій залі Національного університету «Львівська політехніка» відбулися урочисті збори за участі викладацької спільноти закладу та представників обласної влади, присвячені 200-літтю університету. Під час урочистостей відбулося погашення цього конверту спеціальним поштовим штемпелем.

## Визнання
- 2025 — один із 61 українських ВНЗ у списку найкращих університетів світу за версією SCImago Institutions Rankings (Іспанія)[37]